# Charmes (Vosgos)
 Charmes  es una población y comuna francesa, en la región de Lorena, departamento de Vosgos, en el distrito de Épinal y cantón de Charmes.

## Demografía
| 5177 | 5221 | 5702 | 5225 | 4721 | 4665 |
| Para los censos de 1962 a 1999 la población legal corresponde a la población sin duplicidades (Fuente: INSEE [Consultar]) |      |      |      |      |      |